# 발렌티니아누스 1세
발렌티니아누스 1세(Flavius Valentinianus, 321년 - 375년 11월 17일)는 364년부터 375년 죽을 때까지 로마 제국의 황제였다.

## 생애
발렌티니아누스는 판노니아의 밧줄 만드는 집안에서 태어나 어려서 군대에 들어가 아버지와 함께 아프리카에서 복무했다. 발렌티니아누스는 일개 병사에서 시작해 혼자 힘으로 상당한 계급까지 승진한 입지전적인 인물이었다. 일설에 의하면 율리아누스 휘하에서 부관으로 있을 때 기독교 신앙을 고집해 율리아누스의 눈밖에 났다고 한다. 그는 363년 율리아누스의 페르시아 원정에 참여했으며, 율리아누스의 전사 이후 황제가 된 요비아누스는 발렌티니아누스를 진급시킨 직후 세상을 떠났다.
요비아누스가 죽은 지 10일 만에 그는 니케아(지금의 터키 이즈니크)에서 황제로 선포되었고 콘스탄티노폴리스로 돌아와서 3월 28일에 그는 동생 발렌스를 공동 황제로 임명하고 제국의 동부를 맡게 하고 자신은 서부를 다스렸다. 황제가 된 이후 발렌티니아누스는 계속된 야만족의 침입과 맞서 싸워야 했다. 365년 갈리아에서 알레마니족의 침입으로 로마군이 패하자 그는 파리에 근거지를 마련하여 계속 그 곳에서 머물면서 야만족과 싸웠다. 동생 발렌스가 프로코피우스의 반란으로 도움을 요청했을 때 그는 알레만니족과의 싸움으로 병력을 빼 수 없다고 그 도움을 거절하면서 이렇게 말했다고 한다. "프로코피우스는 우리 형제만의 적이지만, 알레마니족은 로마 세계 전체의 적이다."
발렌티니아누스의 장군인 요비누스는 알레마니족을 상대로 3차례 승리하고 그 후 여러 해 동안 갈리아 지방을 안전하게 했으나 발렌티니아누스는 367년 브리타니아에서 피트족과 스코트족의 침입을 받았다. 자신은 갈리아에 있어야 했으므로 플라비우스 테오도시우스(황제 테오도시우스의 아버지)에게 브리타니아 원정을 맡겼는데 테오도시우스는 성공적으로 원정을 마쳤다. 이후 발렌티니아누스는 아들의 왕위계승권을 강화하기 위해 당시 9세인 아들 그라티아누스를 공동 황제로 임명했다. 그는 트리어에서 7년 동안 머물면서, 제국의 국경을 안정화시키고 373년 갈리아에서 돌아왔다.
374년 판노니아의 도나우강 건너편에 살던 콰디족이 로마가 요새를 세운 데 불만을 품고 제국의 국경을 침입하였다. 이듬해 발렌티니아누스는 콰디족의 사절을 만난 자리에서 갑자기 뇌졸중으로 쓰러졌고 분노한 채로 죽고 말았다.

## 같이 보기
- 로마 황제 목록